# Dupontia proletaria
Dupontia proletaria е изчезнал вид коремоного от семейство Euconulidae.

## Разпространение
Видът е бил ендемичен за Мавриций и Реюнион.